# José Ricardo Figueroa
José Ricardo Figueroa (Havana, 10 de janeiro de 1991) é um pentatleta cubano. 

## Carreira
Figueroa representou seu país nos Jogos Olímpicos de Verão de 2016, terminando na 32ª colocação.